# San Carlos, Zozocolco de Hidalgo
San Carlos är en ort i Mexiko.   Den ligger i kommunen Zozocolco de Hidalgo och delstaten Veracruz, i den sydöstra delen av landet, 190 km öster om huvudstaden Mexico City. San Carlos ligger 159 meter över havet och antalet invånare är 144.
Terrängen runt San Carlos är kuperad åt sydväst, men åt nordost är den platt. Runt San Carlos är det tätbefolkat, med 383 invånare per kvadratkilometer. Närmaste större samhälle är Olintla, 17,9 km väster om San Carlos. I omgivningarna runt San Carlos växer huvudsakligen savannskog.